# Guy Sénac de Monsembernard
Guy Sénac de Monsembernard est un administrateur civil et un historien, né le 15 août 1925 à Bilhères et mort le 23 janvier 2009 à Auch, et inhumé à Aux-Aussat.

## Biographie
Guy Sénac de Monsembernard naît le 15 août 1925 à Bilhères dans le département des Basses-Pyrénées. Il est le deuxième des cinq enfants de Marthe Lanne-Camy (1895-1943), de Bilhères et du préfet Louis Marie Sénac de Monsembernard (1875-après 1939), d'Aux dans le Gers. Diplômé de l'Institut d'études politiques de Paris, breveté du Centre de hautes études administratives, il est élève de l'École nationale d'administration, promotion Jean Giraudoux, en 1952. Il occupe des postes de direction dans l'administration publique centrale, notamment Place Beauvau, jusqu'à sa retraite en 1986. Il est maire d'Aux-Aussat de mars 1989 à juin 1995.
Personnalité estimée,,, il est membre de la Société des Sciences Lettres et Arts de Pau et du Béarn, de la Société Archéologique et Historique du Gers, membre fondateur de l'association Histoire et Mémoire de Bilhères-en-Ossau, membre fondateur et président du Groupe d'Histoire d'Aux-Aussat. Auteur d'un nombre important d'études éditées dans les revues de ces sociétés ainsi que de plusieurs ouvrages consacrés à Jean-Baptiste Sénac et à l'histoire de la Gascogne, il publie également plusieurs manuels de droit administratif. Il meurt le 23 janvier 2009 et est inhumé à Aux-Aussat. De nombreuses personnes lui rendent hommage comme l'historien Georges Courtès, président de la Société archéologique du Gers. Une salle de la mairie d'Aux-Aussat, où sont conservés ses écrits, porte le nom de Guy Sénac de Monsembernard.

## Publications

### Ouvrages
- Sénac de Meilhan, 1736-1803, Paris, G. Sénac de Monsembernard, 1969, 135 p[7].
- Du lieu de naissance et des attaches gasconnes de Sénac, premier médecin de Louis XV, Aux-Assat, G. Sénac de Monsembernard, 1988, 49 p[8].
- Églises et chapelles du canton de Miélan, dessins de Michèle de Cambiaire, Auch, Amis des églises anciennes du Gers, 1992, 72 p[9].
- Manuel des gardes et de police locale, avec Roger Vidal, Paris, Litec, 1996, 14e éd.,  (ISBN 2-7111-2702-8)[10]
- Guide de législation funéraire, avec Marc Sénac de Monsembernard et Roger Vidal, Paris, Litec, 2003, 6e éd., 305 p.  (ISBN 2-7110-0210-1)[11]
- Jules Luro, Histoire du Pardiac et de ses bastides, avec Stéphane Abadie, Mirande, MHG, 2004, 182 p. (BNF 39131895)
- Aux-Aussat, Lannefrancon : histoire d'une commune de la Gascogne gersoise, avec le Groupe d'histoire d'Aux-Aussat, préface de Georges Courtès, Vic-en-Bigorre, Éditions du Val d'Adour, 2009, 320 p.  (ISBN 978-2-914678-15-5)[12]

### Articles
- 1989 : « Une journée d'émeute en 1642 à Aux en Pardiac », dans Bulletin de la Société Archéologique du Gers[13]
- « La Révolution à Miélan et dans son pays », dans Bulletin de la Société Archéologique du Gers[13]
- 1990 : « Deux villages gascons au siècle de la Renaissance et des guerres de religion : Aux et Lannefrancon », dans Bulletin de la Société Archéologique du Gers[13]
- 1991 : « L’évolution politique du Gers de 1848 à 1940 à travers l'élection du Conseil général », dans Bulletin de la Société Archéologique du Gers[14]
- 1992 : « Histoire de Billières », dans Revue de la Société Archéologique et Historique du Gers[2]
- 1992 : « Les coutumes de Troncens de 1318 », dans Bulletin de la société archéologique, historique, littéraire et scientifique du Gers[15]
- 1993 : « Contribution à l'étude de l'émigration gersoise en Amérique au XIXe siècle : le cas d'Estampes-Castelfranc dans le canton de Miélan », dans Bulletin de la Société historique, archéologique et scientifique du Gers[16]
- « Betplan en 1419 », dans Bulletin de la Société Archéologique du Gers[13]
- 1999 à 2008 : « Fondation de Miélan », « Maires de Miélan », « Miélan, ville ducale », « Généalogie de la famille Dutroq », « Miélan à l'époque médiévale », « La bataille de Miélan de 1370 », « Les deux enceintes de la bastide de Miélan », « Les seigneurs de Miélan », « Notes historiques sur Goutz, Forcets, Barbast, Lazies, Monsaurin, Bazugues et Laas », dans Chronique d'une bastide : Miélan et ses environs[17],
- 2003 : « Notes sur le nom de Villandraut donné à l'ancien château de Montégut-Arros », « La dalle héraldique de Montégut-Arros », « L'assassinat du vicaire de Montégut-arros », avec Stéphane Abadie, Le Val d'Arros, Mémoires des Villages, no 1[18]
- 2005 : « Marciac » dans Georges Courtès (dir.), Communes du département du Gers, l'arrondissement de Mirande, Bulletin de la Société archéologique et historique du Gers[19]
- 2007 : « Ponsan-Soubiran », dans Georges Courtès (dir.), Communes du département du Gers, l'arrondissement de Mirande, Bulletin de la Société archéologique et historique du Gers[20]

## Distinctions
- Chevalier de la Légion d'honneur
- Officier de l'ordre national du Mérite
- Croix du combattant volontaire de la guerre de 1939–1945 [2].